# Gouvernement Oefa
Het gouvernement Oefa (Russisch: Уфимская губерния, Oefimskaja goebernija) was een gouvernement (goebernija) binnen het keizerrijk Rusland. Het gouvernement bestond van 1865 tot 1922. Het ontstond uit het gouvernement Orenburg en het ging op in de Basjkierse Autonome Socialistische Sovjetrepubliek. Het grensde aan de gouvernementen Vjatka, Perm, Orenburg, Samara en Kazan. Het gouvernement had zes oejazden: Belebej, Birsk, Menzelinsk, Statovsk, Oefa en Sterlitamak. De hoofdstad was Oefa.